# Le Retour au désert
 (décembre 2018).
Si vous disposez d'ouvrages ou d'articles de référence ou si vous connaissez des sites web de qualité traitant du thème abordé ici, merci de compléter l'article en donnant les références utiles à sa vérifiabilité et en les liant à la section « Notes et références ».
Le Retour au désert est une pièce de théâtre contemporaine écrite par Bernard-Marie Koltès, et représentée pour la première fois en 1988.

## Résumé
Dans une ville de province à l'est de la France, au début des années soixante, Mathilde Serpenoise retrouve la maison familiale qu'elle a quittée quinze ans auparavant. Revenant d'Algérie avec bagages et enfants, elle est violemment accueillie par son frère qui l'accuse de fuir la guerre et de revendiquer son héritage. Une bourgeoisie qui se dispute obstinément comme des paysans qui se souviennent éternellement des conflits de village sans en connaître l'origine et qui connaissent chaque borne de leur terrain malgré les ventes, les hypothèques et les abandons ancestraux.
Cette pièce repose donc sur l'affrontement entre un frère et une sœur : Adrien et Mathilde. C'est une bagarre verbale que l'on pourrait comparer à une bagarre de rue. 

## Argument
Après quinze ans d’exil en Algérie, la venue de Mathilde, la sœur prodigue qui débarque sans prévenir avec ses deux enfants Edouard et Fatima, est le signal du plus grand des chambardements dans l’existence bourgeoise d’Adrien, son frère, qui règne en maître incontesté sur le petit monde habitant derrière les hauts murs de leur demeure familiale. 

## Première création
- Théâtre Renaud-Barrault du 27 septembre 1988 au 19 février 1989 dans le cadre du Festival d'automne à Paris
- Mise en scène : Patrice Chéreau
- Scénographie : Richard Peduzzi
- Costumes : Caroline de Vivaise
- Lumières : Daniel Delannoy
- Son : Philippe Cachia
- Distribution :
  - Isaac de Bankolé : Le grand parachutiste noir
  - Pascal Bongard : Mathieu
  - Monique Chaumette : Mahame Queuleu
  - Marie Daëms : Marthe
  - Jacques Debary : Plantières
  - Max Desrau : Borny
  - Eva Ionesco : Marie Rozérieulles
  - Jacqueline Maillan : Mathilde Serpenoise
  - Pierrik Mescam : Borny
  - Bernard Nissille : Édouard
  - Michel Piccoli : Adrien
  - Hélène de Saint-Père : Fatima
  - Mohammed Ben Ismail : Aziz
  - Salah Teskouk : Sablon

## Autres mises en scène
- 1995 : mise en scène Jacques Nichet, Théâtre des Treize Vents à l'Opéra Comédie de Montpellier
- 2001 : mise en scène Thierry de Peretti, Théâtre de la Bastille
- 2007 : mise en scène Muriel Mayette, Comédie-Française
- 2010 : mise en scène Catherine Marnas, Maison de la culture de Grenoble MC2[1]
- 2015 : mise en scène Arnaud Meunier, Théâtre de la Ville, tournée scènes nationales

## Édition
Bernard-Marie Koltès, Le Retour au désert, Paris, Éditions de Minuit, 1988, 96 p. (ISBN 9782707319715)